# Svetlana Kolatirina
Svetlana Kolatirina –en ruso, Светлана Колатирина– es una deportista rusa que compitió en lucha libre. Ganó una medalla de oro en el Campeonato Europeo de Lucha de 1996, en la categoría de 44 kg.

## Palmarés internacional
| Campeonato Europeo | Campeonato Europeo | Campeonato Europeo | Campeonato Europeo |
| Año                | Lugar              | Medalla            | Categoría          |
| ------------------ | ------------------ | ------------------ | ------------------ |
| 1996               | Oslo (Noruega)     | Medalla de oro     | 44 kg              |